# Coffea betamponensis
Coffea betamponensis là một loài thực vật có hoa trong họ Thiến thảo. Loài này được Portères & J.-F.Leroy mô tả khoa học đầu tiên năm 1962.